# Monodesmus callidioides
Monodesmus callidioides är en skalbaggsart som beskrevs av Audinet-serville 1832. Monodesmus callidioides ingår i släktet Monodesmus och familjen långhorningar.
Artens utbredningsområde är:
- Bahamas.
- Kuba.

Inga underarter finns listade i Catalogue of Life.